# Ivan Luka Zuzorić
Ivan Luka Zuzorić (1716. ‒ 1746.), hrvatski katolički svećenik, isusovac, povjesničar i astronom.
Pisao je rasprave iz astronomije i bavio se poviješću astronomije. U djelu O antičkom sunčanom satu, tiskanom u Veneciji 1746., raspravlja o sunčanom satu, kamenoj spravi s označenim krugovima, nađenom u antičkoj vili u Tusculu.